# Sublimi Maestri Perfetti
« Sublimi Maestri Perfetti » est le nom d'une société secrète active en Italie du Nord dans la première moitié du XIXe siècle.
L'appellation, d’inspiration maçonnique, étant la fusion des « Maestri Perfetti » et des « Sublimi Muratori ».
Bien que les informations des origines soient fragmentaires, la fondation de la société date de 1818 à Alexandrie et est l'œuvre de Filippo Buonarroti. Au cours du Risorgimento, son objectif fut de coordonner les actions des différentes sociétés secrètes situées entre le Piémont et la Lombardie, dont la fédération italienne dirigée par le comte Federico Confalonieri, et de participer notamment aux mouvements insurrectionnels de 1820-1821.

## Sources
- (it) Cet article est partiellement ou en totalité issu de l’article de Wikipédia en italien intitulé « Sublimi Maestri Perfetti » (voir la liste des auteurs).